# 767-й истребительный авиационный полк ПВО
767-й истребительный авиационный полк ПВО (767-й иап ПВО) — воинская часть авиации ПВО, принимавшая участие в боевых действиях Великой Отечественной войны.

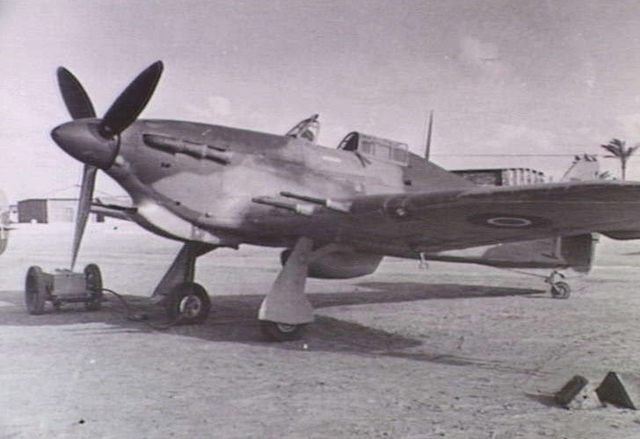
Самолёт Hawker Hurricane («Харрикейн») стал основным самолётом полка с момента формирования.

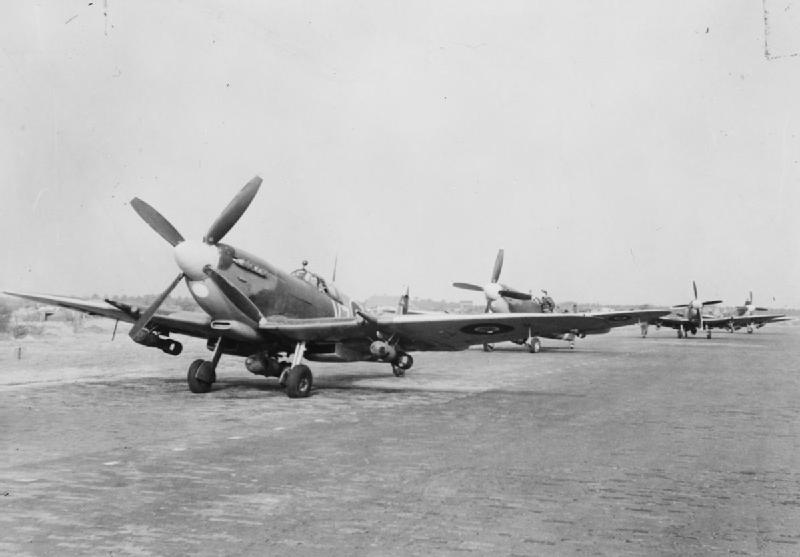
Самолёт Supermarine Spitfire («Спитфайр» Mk.IX) пришёл на смену «Харрикейнам» в декабре 1944 года.

## Наименования полка
За весь период своего существования полк не менял своё наименование:
- 767-й истребительный авиационный полк ПВО;
- 767-й истребительный авиационный полк[2];
- Войсковая часть — полевая почта № 65364[2].

## История и боевой путь полка
767-й истребительный авиационный полк сформирован по приказу Командующего ВВС Карельского фронта в период с 20 по 21 января 1942 года на разъезде Шпаловой Кировской железной дороги по штату 015/174 на английских самолётах «Харрикейн» на основе кадров 65-го штурмового авиаполка 103-й смешанной авиадивизии. Вошел в состав 103-й смешанной авиадивизии.
3 февраля 1942 года полк передан в состав формируемой 122-й истребительной авиационной дивизии ПВО Мурманского района ПВО. В составе 122-й истребительной авиационной дивизии ПВО Мурманского района ПВО 5 марта 1942 года полк вступил в боевые действия против фашистской Германии и её союзников на самолётах «Харрикейн». Осуществлял прикрытие военных объектов, порта и города Мурманск, Кировской железной дороги на участках Мурманск — Тайбола от налетов вражеской авиации.
В марте 1942 года основные кадры лётчиков-штурмовиков возвращены в состав 17-го гвардейского шап (бывший 65-й штурмовой авиационный полк). В начале апреля в полк прибыли молодые пилоты из авиационных школ.
Первая известная воздушная победа полка в Отечественной войне одержана 15 мая 1942 года: старшина В. П. Знаменский в воздушном бою в районе Мурманска сбит немецкий бомбардировщик Messerschmitt Bf.109.
29 июня 1943 года вместе со 122-й иад ПВО Мурманского района ПВО вошел в состав войск вновь образованного Западного фронта ПВО. В сентябре 1943 года начал получать истребители Як-7б. В период с 1 по 14 ноября переформирован по штату 015/325. В декабре полк получил самолёты Як-9 и американские «Киттихауками» (но целиком ни на один тип в ходе войны не перевооружался).
Полк участвовал в операциях:
- по освобождению Заполярья — с 17 октября 1941 года по 1 ноября 1944 года.
- Петсамо-Киркенесской операции — с 7 октября 1944 года по 29 октября 1944 года.

В апреле 1944 года в связи с реорганизацией войск ПВО страны в составе 122-й иад ПВО включен в 1-й корпус ПВО Северного фронта ПВО (образован 29.03.1944 г. на базе Восточного и Западного фронтов ПВО). В декабре 1944 полк начал получать и осваивать английские истребители «Спитфайр» Mk.IX. 24 декабря 1944 года вместе со 122-й иад ПВО 1-го корпуса ПВО включен в состав войск Западного фронта ПВО (2-го формирования; преобразован из Северного фронта ПВО). До конца войны входил в состав 122-й иад ПВО.
Всего в составе действующей армии полк находился: с 5 марта 1942 года по 1 января 1945 года.
Всего за годы войны полком:
- Совершено боевых вылетов — 2222;
- Проведено воздушных боев — 56;
- Сбито самолётов противника — 44, из них:
  - истребителей — 39,
  - бомбардировщиков — 5;
- Уничтожено самолётов противника на аэродромах — 13;
- Свои потери:
  - лётчиков — 9,
  - самолётов — 18.

### Послевоенная история полка
После окончания войны полк по-прежнему выполнял задачи ПВО Мурманска и его портов. С 10 июня 1945 года вместе с дивизией вошел в состав переформированной 19-й воздушной истребительной армии ПВО (бывшая 1-я воздушная истребительная армия ПВО) Центрального округа ПВО (бывший Центральный фронт ПВО, выполняя прежнюю задачу в границах 100-го корпуса ПВО (бывшего 1-го корпуса ПВО).
15 июня 1946 года 767-й истребительный авиационный полк расформирован в 122-й иад ПВО на аэродроме совхоза «Арктика», личный состав передан в 768-й и 769-й полки (директива ГШ ВС СССР № орг/3/246964 от 23.05.1946 г.; директива Командующего ИА ПВО ТС № 366482 от 26.05.1946 г.; директива Военного совета Центрального округа ПВО № 1689сс от 27.05.1946 г.).

## Командир полка
- майор Юрьев Лев Петрович (погиб), 20.01.1942 — 07.04.1942;
- майор Чогошвили Акакий Варламович, 04.1942 — 11.1942;
- подполковник Меньших Федор Егорович, 11.1942 — 01.1943;
- майор Михайлов Георгий Николаевич, 02.1943 — 06.1943;
- майор Шмырин Михаил Григорьевич, 06.1943 — 24.04.1944;
- майор Неронов Алексей Сафонович, 29.04.1944 — 15.06.1946.

## Благодарности Верховного Главнокомандования
За проявленные образцы мужества и героизма Верховным Главнокомандующим личному составу полка в составе дивизии объявлены благодарности:
- за отличие при прорывы сильно укрепленной обороны немцев северо-западнее Мурманска при содействии кораблей и десантных частей Северного флота, овладение городом Петсамо (Печенга) — важной военно-морской базой и мощным опорным пунктом обороны немцев на Крайнем Севере[5];
- за отличие в боях к западу и юго-западу от Петсамо, в трудных условиях Заполярья освобождение от немецких захватчиков района никелевого производства и занятие с боями важных насёленных пунктов Печенгской области (области Петсамо) — Никель, Ахмалахти, Сальмиярви[6];
- за отличие в боях при освобождении Печенгской области от немецких захватчиков[7].

## Лётчики-асы полка
| Фамилия, имя отчество        | Награды | Сбито самолётов (+ в группе) | Примечание                                                                                           |
| ---------------------------- | ------- | ---------------------------- | --- |
| Знаменский Вячеслав Павлович |         | 6 + 6                        | лётчик полка: март 1942 — январь 1945 года; боевых вылетов: 189                                      |
| Никулин Николай Яковлевич    |         | 3 + 6                        | лётчик, командир звена, командир эскадрилии полка: июнь 1941 — ноябрь 1944 года; боевых вылетов: 138 |

## Базирование
| Период            | Места базирования |
| ----------------- | --- |
| 01.1942 — 02.1942 | аэродром разъезд Шпаловой Кировской железной дороги |
| 02.1942 — 06.1946 | аэродром совхоза «Арктика» (Молочный) — в районе посёлка Молочный Мурманской области, аэродром совхоза «Арктика» (Роста) — ныне район Роста города Мурманска |